# ۲۰۲۲ ئی‌بی۵
۲۰۲۲ ئی‌بی۵ (انگلیسی: 2022 EB5) یک سیارک نزدیک به زمین کوچک چند متری از گروه آپولو بود که در ساعت ۲۱:۲۲ یوتی‌سی در ۱۱ مارس ۲۰۲۲ بر فراز اقیانوس منجمد شمالی در جنوب غربی جزیره نروژی یان ماین با جو زمین برخورد کرد. با سرعت ورودی جوی ۱۸ کیلومتر بر ثانیه (۱۱ مایل بر ثانیه)، برخورد سیارک یک توپ آتشین شهاب‌واره‌ای معادل ۲ کیلوتنی (TNT) ایجاد کرد که با امواج فروصوت از گرینلند و نروژ شناسایی شد. احتمالاً در رابطه با این رویداد یک فلاش درخشان توسط ناظران شمال جزیرهٔ ایرلند گزارش شده‌است.
نزدیک به دو ساعت پیش از برخورد، این سیارک توسط اخترشناس کریستیان سارنچکی در ایستگاه پیسکستتو٬ رصدخانه کنکولی در بوداپست، مجارستان کشف شده بود.